# Rob Dean
Rob Dean (né le 23 avril 1955) est un guitariste britannique.
Il rejoint le groupe Japan en 1975 et participe aux quatre premiers albums. Il quitte Japan en 1981, avant l'enregistrement de Tin Drum, le cinquième et dernier album du groupe. Après son départ de Japan, il a joué au sein des groupes Vivabeat (single The House is Burning (But There's No One Home), 1982) et Illustrated Man (album Illustrated Man, 1984). Il apparaît également sur des albums de Gary Numan (Dance, 1981) et Sinéad O'Connor (The Lion and the Cobra, 1987).